# 格雷厄姆·斯威夫特
格雷厄姆·斯威夫特（1949年5月4日—）是一位英國小說家。

## 生平
他生於倫敦，大學畢業於劍橋大學王后學院及約克大學。斯威夫特於1996年憑《天堂酒吧》分別贏得布克獎及詹姆斯·泰特·布萊克紀念獎，該作品後來於2001年被改編成電影，由著名影星米高·堅及湯姆·寇特內主演。